# Saint Nicholas Church (Bransdale)
Koordinaten: 54° 22′ 39,6″ N, 1° 2′ 46,2″ W

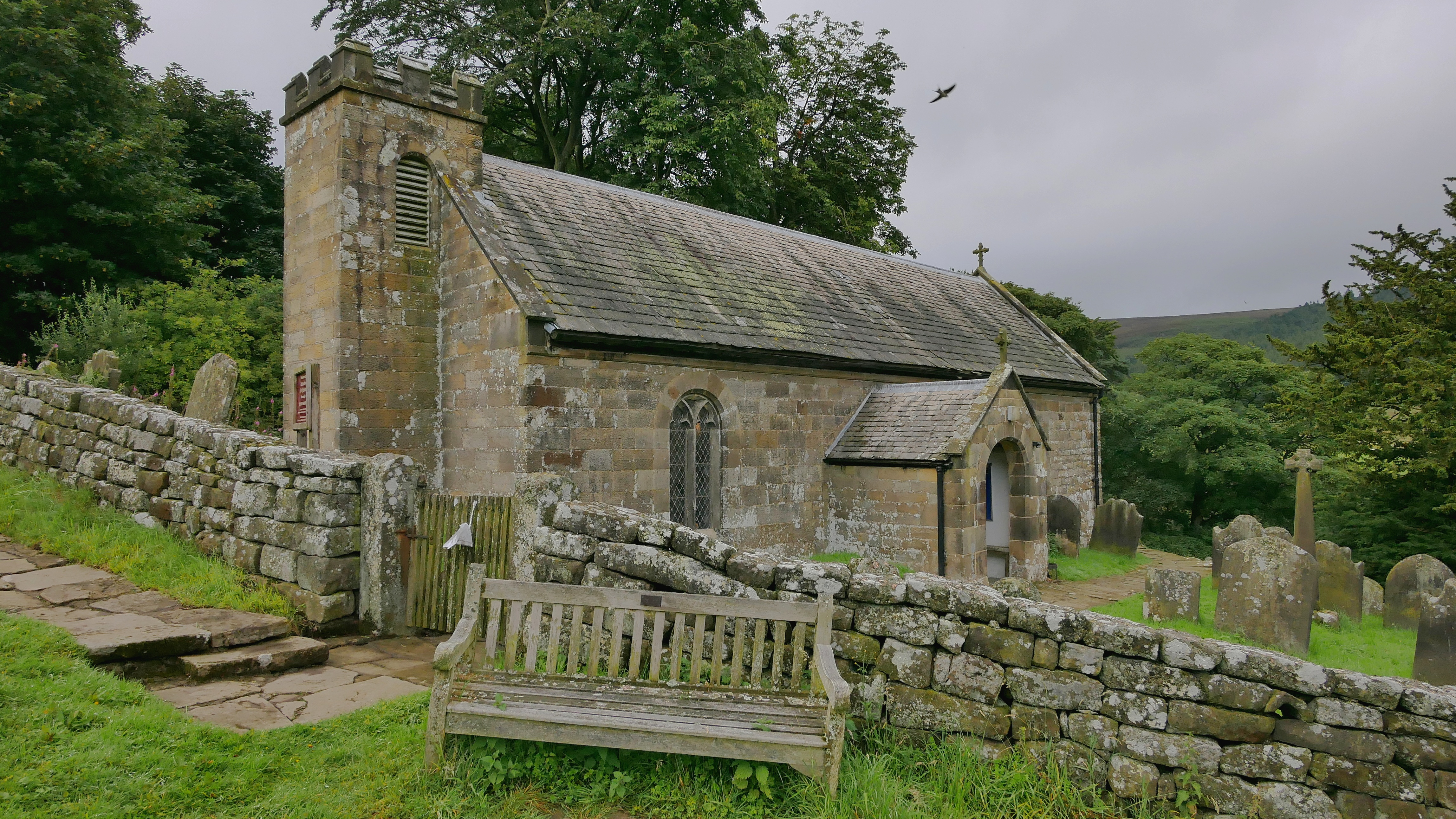
Ansicht von Südwesten

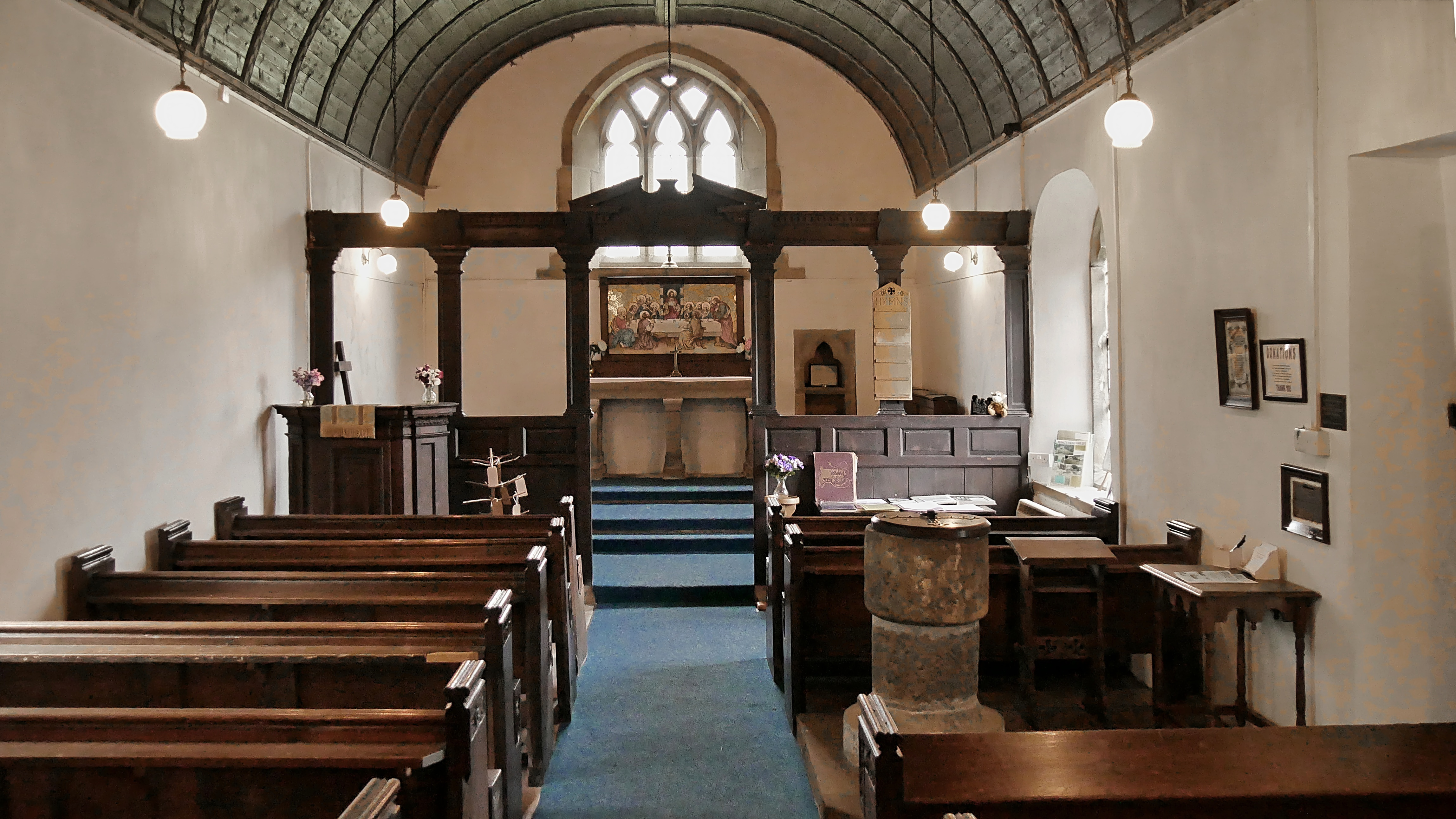
Innenraum

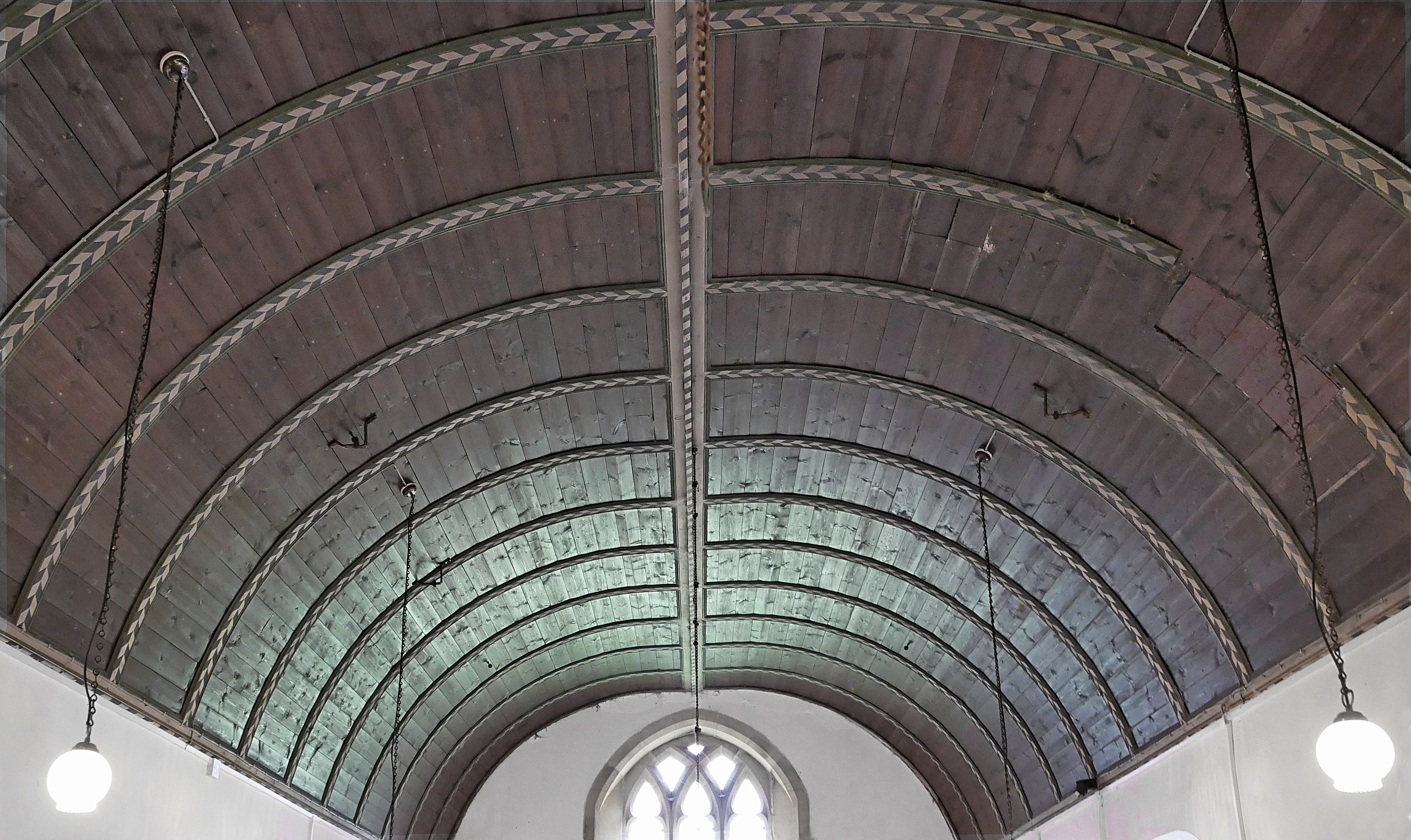
Decke

Die Saint Nicholas church, Bransdale ist eine Kirche in Cockayne im Bransdale bei Kirkbymoorside in der Grafschaft North Yorkshire in der Region Yorkshire and the Humber in England. Sie wurde ab 1886 an der Stelle eines Vorgängerbaus errichtet. Um die Kirche erstreckt sich ein Friedhof mit Gräbern bis aus dem 18. Jahrhundert. Die Kirche gehört zur Kirchengemeinde von Kirkbymoorside und wird regelmäßig am ersten Sonntag eines Monats für einen Gottesdienst genutzt.

## Lage

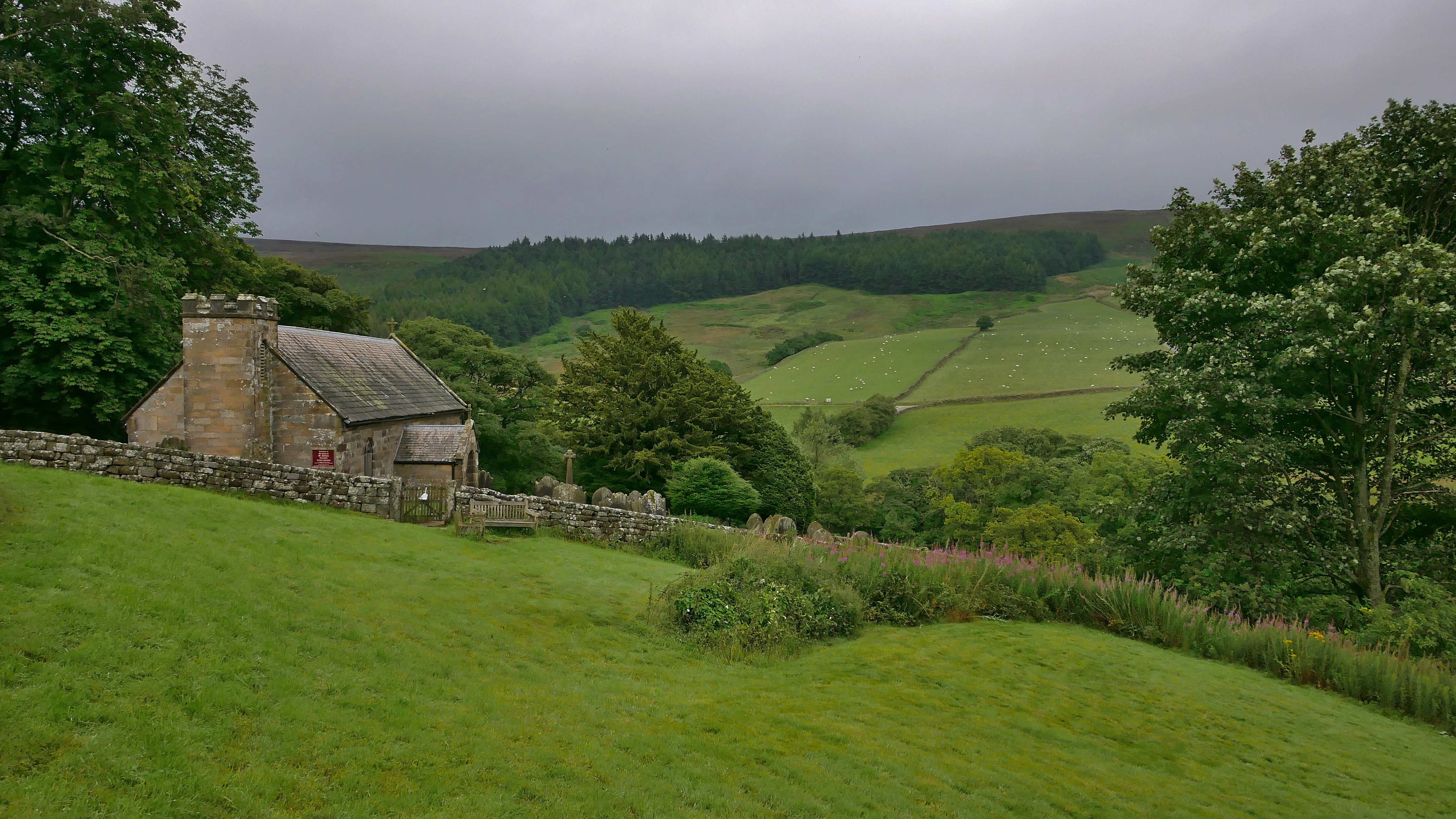
Die Kirche in der Landschaft des Brandsdales

Die anglikanische Kirche liegt 30 m hoch über dem Tal abgelegen im Talschluss des Bransdales, einem vom etwa 15 km entfernten Städtchen Kirkbymoorside sich nach Norden in die North York Moors hineinziehende Tal und liegt im gleichnamigen Nationalpark. Die Kirche liegt einsam direkt neben einem Cottage, das wie fast das ganze umgebende Land dem National Trust gehört. Sie ist nur von Süden über schmale Straßen von Kirkbymoorside und Helmsley zu erreichen.

## Bau
Die Kirche ist ein kleiner Bau mit einer hölzernen Tonnendecke, einem kleinen Chor, und einer Vorhalle an der Südseite der Kirche. Der auch im Verhältnis zur kleinen Kirche kleine Turm ist im Westen an die Kirche angebaut und beherbergt zwei Glocken. Im Eingangsbereich der Kirche steht ein normannischer Taufstein. 1934 wurde die Kirche vergrößert, um Erzbischof Temple geweiht und im Jahr 2000 aufwendig renoviert. 2004 wurde die Kirche an das öffentliche Stromnetz angeschlossen. Um Feuchtigkeitsschäden zu vermeiden, kann die Kirche im Winter mit gespendeten Nachtspeicheröfen geheizt werden.

## Geschichte

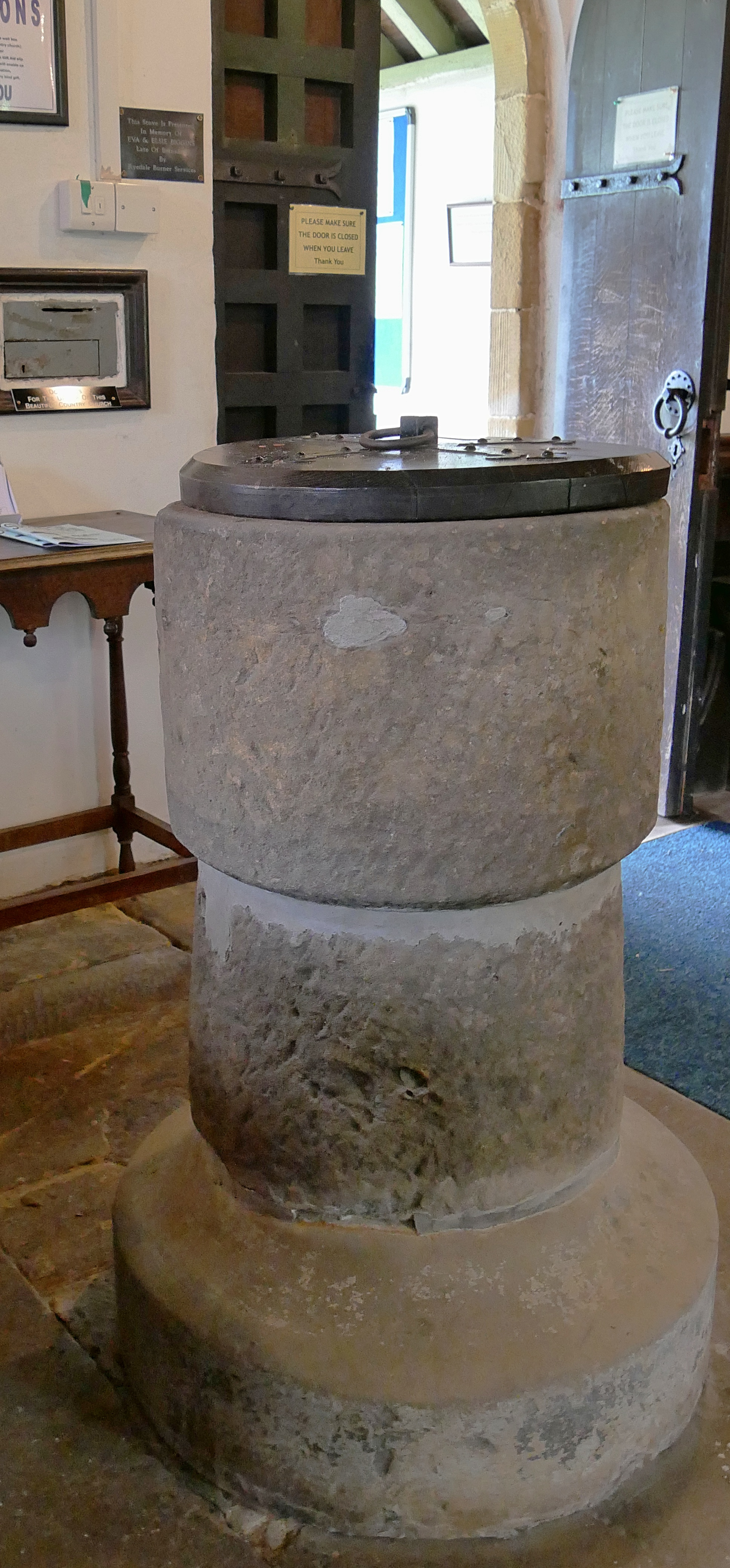
Taufstein

Die erste Christianisierung der Region erfolgte im 7. Jahrhundert u. a. durch die Gründung der Abtei Lastingham. Der Eroberung durch heidnische Dänen folgte die Blüte der angelsächsischen Kultur. Die Inschrift der Sonnenuhr an der 12 km entfernten Kirche St Gregory’s Minster erwähnt einen Priester Brandt. Es wird vermutet, dass das Bransdale nach ihm benannt wurde. Nach der Eroberung durch die Normannen und der Erbauung der Kirche von Kirkbymoorsite sowie der Errichtung des Nonnenklosters von Keldhome hatte die Kirche den Status einer chapel of ease und wurde von Kirkby oder vom Kloster mit Kaplänen versorgt. Nach der Reformation ist aus dem Jahr 1567 eine Beschwerde über den im Gottesdienst murmelnden nicht im Ort wohnenden Kaplan Henry Dail überliefert. Nach der Restauration der Monarchie im Jahr 1660 wurde der Kirche in Bransdale erlaubt einen Friedhof einzurichten und die Toten mussten nicht mehr zum Friedhof nach Kirkby getragen werden. Für das Jahr 1743 ist überliefert, dass der Prädikant von Kirkby einmal im Monat auf einem Pferd nach Bransdale geritten ist, um dort den Gottesdienst zu halten.
Bransdale und Farndale wurde 1871 eigene Pfarreien, heute sind sie durch die drastisch zurückgehende Bevölkerung wieder Teile der Pfarrgemeinde Kirkbymooresite.